# Maurice de Berkeley (2e baron Berkeley)
Pour les articles homonymes, voir Maurice de Berkeley et Berkeley.
Maurice de Berkeley (avril 1271 – 31 mai 1326), 2e baron Berkeley, dit le Magnanime, est un noble anglais. Descendant d'une famille essentiellement présente dans les Marches galloises, il s'illustre tout particulièrement lors des campagnes militaires menées par la couronne en Guyenne et en Écosse. Ses capacités militaires poussent le roi Édouard II à lui confier divers postes d'importance dans la défense du royaume. Vassal du puissant magnat qu'est le comte de Pembroke, Maurice cherche à acquérir davantage d'influence, notamment en épousant la riche héritière Isabelle de Clare et en mariant son fils aîné Thomas avec l'une des filles de l'influent baron Roger Mortimer.
Son ascension progressive ne se fait pas sans hostilités. Ainsi, une guerre privée l'oppose entre 1318 et 1320 avec son ancien suzerain, le comte de Pembroke. Mais ce sont surtout les abus menés par Hugues le Despenser, favori du roi, qui attisent les tensions. Mécontent de l'influence démesurée que cherche à acquérir Despenser dans les Marches, Maurice de Berkeley soutient activement en 1321 la rébellion menée par Mortimer contre le favori. Malgré des succès initiaux, la riposte royale aboutit à la capitulation de Berkeley en 1322. Incarcéré pour haute trahison au château de Wallingford, il meurt en captivité en 1326.

## Biographie

### Origines et carrière militaire
Maurice de Berkeley est issu de la famille de Berkeley, qui est l'une des plus influentes du Gloucestershire et des Marches galloises au milieu du XIIIe siècle. Né en avril 1271, il est le fils aîné de Thomas de Berkeley, 1er baron Berkeley, et de son épouse Jeanne de Ferrières, fille de Guillaume de Ferrières, 5e comte de Derby. En dépit du fait que son père soit toujours vivant, Maurice est convoqué à plusieurs sessions du Parlement d'Angleterre dès 1295. On sait de plus qu'il s'implique davantage dans la gestion des domaines paternels à compter de l'année 1308. Le 25 février 1308, il assiste au couronnement du roi Édouard II en la cathédrale de Westminster. Mais Maurice se distingue particulièrement dans plusieurs campagnes militaires en France et en Écosse, en tant que vassal d'Aymar de Valence, 2e comte de Pembroke. Il prête serment d'allégeance envers ce dernier en 1297 et l'accompagne militairement entre 1297 et 1299 ainsi qu'en 1308. Maurice de Berkeley se voit récompenser de ses services par Pembroke, qui lui confie la garde de la ville de Gloucester en 1312. 
Le 24 juin 1314, il figure avec son père et ses fils Thomas et Maurice au sein de la retenue du comte qui assiste le roi Édouard II lors de la bataille de Bannockburn contre les Écossais. Contrairement à son père et ses fils, Maurice échappe à la capture par les Écossais et parvient à payer une rançon pour leur libération. Le 18 avril 1315, il est nommé connétable de la ville frontalière de Berwick. Toutefois, en septembre suivant, il informe le roi qu'il ne peut espérer opposer une défense crédible face à une éventuelle attaque écossaise, en raison du manque de nourriture et de solde. Pourtant, le 7 janvier 1316, Berkeley réussit à protéger Berwick d'un assaut écossais conduit par le roi Robert Bruce. Peu après, il est nommé justicier du sud du pays de Galles, grâce à l'influence de Pembroke auprès du roi Édouard. À ce titre, et secondé par Roger Mortimer, 3e baron Mortimer de Wigmore, et John Charleton, 1er baron Cherleton, il part secourir en juillet 1316 le connétable de Bristol, Bartholomew de Badlesmere, contre une insurrection menée par des citoyens de la ville.

### Mariages
Maurice de Berkeley épouse en 1289 Eva la Zouche, fille d'Eudes de la Zouche. Ils ont ensemble cinq enfants, à savoir trois fils et deux filles. Eva meurt en décembre 1314. Au cours de l'année 1316 ou au début de 1317, Maurice se remarie en secondes noces avec Isabelle de Clare. Cette dernière est la fille de Gilbert de Clare, 7e comte de Gloucester et 6e comte de Hertford, et de sa première épouse Alice de Lusignan. Isabelle, alors âgée d'environ cinquante-quatre ans, dispose d'un patrimoine important, qui comprend des terres à Bromsgrove et Norton dans le Worcestershire, d'un revenu annuel de 100 livres. En 1307, Isabelle avait en outre acquis de son demi-frère Gilbert, 8e comte de Gloucester et 7e comte de Hertford, des biens situés à Burford et Shipton dans l'Oxfordshire. Mais, au-delà des seules possessions de sa nouvelle épouse, Berkeley convoite vraisemblablement une partie de l'héritage de la famille de Clare, sans héritier direct depuis la mort du 8e comte de Gloucester à la bataille de Bannockburn en 1314. 
Néanmoins, le contrat du second mariage du 7e comte de Gloucester avec Jeanne d'Angleterre, fille du roi Édouard Ier d'Angleterre, en 1290, stipulait que les enfants du premier lit du comte avec Alice de Lusignan, à savoir Isabelle et sa sœur cadette Jeanne, seraient exclus de l'héritage paternel en cas de naissance de nouveaux héritiers. Berkeley conteste cette clause, qu'il considère sans fondement légitime, et recherche activement le soutien du comte de Pembroke dans le partage de l'héritage de Clare, d'autant que celui-ci est un proche familier d'Isabelle de Clare par la famille de Lusignan et a désormais une très forte influence auprès du roi Édouard II. Cependant, le règlement de la succession de Clare le 15 novembre 1317 déboute Isabelle et Maurice de leurs prétentions à hériter et les immenses possessions des Clare sont en conséquence partagées entre Éléonore, Marguerite et Élisabeth de Clare, les trois demi-sœurs d'Isabelle qui ont de surcroît le soutien du roi Édouard II, qui n'est autre que le frère cadet de leur mère Jeanne.

### Tensions avec le comte de Pembroke
En raison de l'absence de soutien de la part du comte de Pembroke dans sa prétention à l'héritage de la famille de Clare, Maurice de Berkeley désire apparemment se venger de son suzerain. Son mécontentement s'accentue lorsqu'il est démis de sa fonction de juge du sud du pays de Galles en octobre 1317 par le roi, qui le remplace, à l'instigation de Pembroke, par Roger Mortimer, 1er baron Mortimer de Chirk. Berkeley décide alors de prendre des mesures drastiques contre le comte et planifie une revanche d'éclat au cours des mois suivants. Ainsi, tandis que Pembroke est parti négocier au nom du roi le traité de Leake avec Thomas de Lancastre, 2e comte de Lancastre, Maurice de Berkeley et son frère Thomas effectuent le 31 juillet 1318 une attaque sur la forêt de Painswick, qui constitue l'une des propriétés personnelles de Pembroke dans le Gloucestershire. Maurice est également accompagné à cette occasion de plusieurs de ses fils ainsi que de nombreux hommes appartenant à sa suite, dont les chevaliers Thomas Gurney et John Maltravers. 
Furieux, le comte de Pembroke réclame à Édouard II sa justice. Le roi d'Angleterre désigne dès le 8 août une commission de quatre juges royaux, chargée d'enquêter sur l'affaire. Cette intervention directe du roi n'empêche pas la famille de Berkeley de saisir tous les moyens afin de retarder l'examen de la querelle et l'ouverture d'un procès qui apparaît risqué. Le 30 décembre 1318, Pembroke se plaint auprès du chancelier royal John Hotham qu'aucun progrès n'a été encore fait dans l'enquête royale, en raison des obstructions menées par Maurice et ses proches. Finalement, le 11 janvier 1319, Pembroke est assuré par Berkeley de recevoir une indemnisation de ses biens de la part des responsables du raid. Trois jours plus tard, une nouvelle commission royale est nommée afin de conclure l'affaire, mais cette dernière mène cette fois-ci une investigation bien plus efficace. En effet, elle identifie rapidement 22 des participants à l'attaque de Painswick et, le 18 avril suivant, augmente cette liste de responsables de 30 autres noms.

### Résolution du conflit avec Pembroke
Les noms des responsables comprennent entre autres ceux de Maurice de Berkeley et d'autres membres de sa famille, dont son frère Thomas ou ses cousins Thomas de Berkeley de Beoly et Robert de Berkeley d'Arlingham. Bien que les Berkeley soient convoqués à neuf reprises entre le 21 juin et le 3 juillet 1319 à la demande de John Aymot, l'un des légistes de Pembroke, aucune des personnes impliquées ne se présente devant le comte. Par conséquent, les commissaires royaux pressent le shérif du Gloucesterhire de fixer quatre dates d'audiences possibles jusqu'au mois d'octobre 1319 mais, à nouveau, les Berkeley déclinent les injonctions de la commission. En représailles, la justice royale décide en définitive de proclamer hors-la-loi Maurice de Berkeley et son frère cadet Thomas le 1er octobre 1319. Les juges royaux ne disposent toutefois pas de la capacité de faire appréhender les Berkeley, car les coroners royaux présents dans le Gloucestershire sont tous capturés par Maurice de Berkeley, John Maltravers et Thomas Gurney avant le 5 novembre. 
Par la suite, le shérif du Gloucestershire reçoit l'ordre de convoquer une énième fois les Berkeley, qui se présentent à Lechlade, dans le Gloucestershire, le 20 février 1320. Maurice accepte avec réticence l'assignation royale, mais dément toute implication dans le raid mené dans la forêt de Painswick. Un jury composé de résidents de Painswick est alors composé afin de déterminer si les dires de Berkeley sont faux, mais Maurice en intimide les membres et en empêche la constitution jusqu'en juillet 1320. Le processus judiciaire s'éternise et demeure infructueux, avant de tomber en désuétude en août 1320. Entretemps, certains des assaillants de la forêt de Painswick entament des pourparlers directs et personnels avec le comte de Pembroke et paient plusieurs indemnisations symboliques. En février 1320, Maurice de Berkeley promet lui-même de verser au comte une somme de 150 livres en dédommagement. De ce fait, la dispute entre les deux parties prend fin, mais les relations entre Berkeley et Pembroke cessent désormais complètement.

### Rébellion et capture
À la suite de sa querelle avec Pembroke, Maurice de Berkeley s'allie avec le puissant baron Roger Mortimer de Wigmore, sans doute à la fin de 1318. Leurs relations se consolident en mai 1319 par le mariage du fils aîné de Maurice, Thomas, avec Marguerite Mortimer, la fille aînée de Roger. En février 1320, Maurice semble avoir retrouvé les faveurs royales, puisqu'il est nommé par le roi sénéchal de Gascogne, où il se rend au printemps de la même année avec John Maltravers. On ignore pendant combien de temps Berkeley occupe son nouveau poste, mais il est assurément de retour en Angleterre avant mai 1321. À ce moment-là, il participe aux côtés de Roger Mortimer et d'autres seigneurs des Marches galloises à une rébellion conduite contre le roi Édouard II et son favori Hugues le Despenser le Jeune, qui s'est attiré les foudres des barons par son avidité en terres et en pouvoir. L'implication de Berkeley dans cette révolte peut également être justifiée par ses propres intérêts familiaux, car Despenser est l'époux d'Éléonore de Clare et a reçu un tiers de l'héritage de Clare, dont le Glamorgan, au détriment de Maurice. 
À la suite de l'occupation des possessions de Despenser dans le Glamorgan par les rebelles, Berkeley assiste à la réunion des « Contrariants » à Sherburn-in-Elmet à la fin du mois de juin 1321, lors de laquelle le comte de Lancastre coordonne les mesures ultérieures à prendre contre Despenser. Il accompagne Mortimer qui assiège Londres à partir du 31 juillet et est présent lorsque le roi décrète à contrecœur le bannissement de Despenser le 14 août suivant. Quelques jours plus tard, le 20 août, le Parlement contraint Édouard II à accorder son pardon aux insurgés et reconnaît Maurice comme baron Berkeley, à la suite de la mort de son père Thomas le 23 juillet précédent. Pourtant, dès le mois de décembre 1321, le roi repart en campagne contre les Contrariants et défait rapidement les seigneurs des Marches. Roger Mortimer se rend le 22 janvier 1322 et est imité dans ce sens par Maurice de Berkeley, qui capitule le 6 février suivant avec Hugh Audley, 1er baron Audley de Stratton Audley, à Gloucester.

### Emprisonnement et mort
Berkeley et Audley sont promptement incarcérés sur ordre du roi au château de Wallingford. Pour autant, certains des vassaux de Maurice fomentent un complot au début du mois de janvier 1323 afin de le libérer. La chronique Vita Edwardi Secundi rapporte qu'un certain Roger Wauton et d'autres hommes réussissent à introduire clandestinement des armes au sein de la forteresse en rendant visite aux prisonniers et neutralisent les membres de la garnison le 11 janvier. Une autre chronique, Le Livere de Reis de Brittanie, affirme pour sa part que la prise du château par les rebelles aurait été conduite par Isabelle de Clare, l'épouse de Maurice, mais cette hypothèse n'est guère prise en considération. Un serviteur parvient toutefois à alerter le maire de la ville de Wallingford de l'insurrection. Le maire fait alors immédiatement encercler le château et prévient précipitamment Édouard II, qui est informé de la situation avant le 17 janvier et charge Edmond de Woodstock, 1er comte de Kent, et Hugues le Despenser, 1er comte de Winchester, d'assiéger Wallingford. 
Les conspirateurs se rendent aux alentours du 25 janvier 1323. Malgré la fuite de certains rebelles dans la chapelle de la fortification, les deux comtes y pénètrent avec fracas et les saisissent. Roger Wauton et ses complices sont amenés devant le roi, qui les fait exécuter par pendaison pour haute trahison. Berkeley et Audley demeurent quant à eux emprisonnés et placés sous une plus forte vigilance. L'attaque dirigée contre Wallingford devait peut-être être organisée à une plus vaste échelle avec d'autres tentatives de délivrance de Contrariants au château de Windsor et à la Tour de Londres,. Cette hypothèse est d'autant plus crédible que Roger Mortimer de Wigmore parvient à s'évader de Londres le 1er août 1323. Maurice de Berkeley meurt en captivité à Wallingford le 31 mai 1326, quelques mois avant que Mortimer prenne la tête d'une nouvelle rébellion et renverse Édouard II et les Despenser, et est finalement inhumé à la cathédrale de Bristol. Ses terres sont restituées à son fils aîné Thomas au début de 1327.

## Descendance
De son premier mariage avec Eva la Zouche, Maurice de Berkeley a cinq enfants :
- Thomas de Berkeley (v. 1293 – 27 octobre 1361), 3e baron Berkeley, épouse Marguerite Mortimer, puis Katherine Clivedon ;
- John de Berkeley (v. 1298 – 1347) ;
- Maurice de Berkeley ;
- Isabelle de Berkeley (? – 1362), épouse Robert de Clifford, 3e baron de Clifford, puis Thomas de Musgrave, 1er baron Musgrave ;
- Ela de Berkeley (? – av. 1329), épouse John Maltravers.

Son second mariage avec Isabelle de Clare ne produit en revanche aucune descendance.